# مرال د لا رینا
مرال د لا رینا (به اسپانیایی: Moral de la Reina) یک شهرستان در اسپانیا است که در استان وایادولید واقع شده‌است.